# Daily Planet (musikgrupp)
Daily Planet är ett svenskt synthpopband, bildat 1994, bestående av Jarmo Ollila och Johan Baeckström. 

## Historik

### Första tiden
Bandet hette först U-men, och hade sin första spelning på festivalen Electromania II i Örebro den 10 mars 1995. Bandet fick skivkontrakt redan efter sin andra spelning, då de agerade förband till S.P.O.C.K. vid en spelning i Göteborg, skivbolaget var Energy Rekords. Bandet släppte sedan två singlar och en fullängdare. På grund av trassel med skivbolaget släpptes ingen uppföljare. 

### Försök till nystart
1999 annonserade gruppen på sin webbplats att de skrivit kontrakt med Eternity records och att en ny singel och ett nytt album skulle släppas under år 2000, men så skedde aldrig. Dock gavs en låt ut på ett samlingsalbum i USA. Utkast till nya låtar presenterades ett tag både på den egna sajten och på "mp3.com". Sångaren Jarmo Ollila gav istället ut ett album med sin tidigare grupp La Vogue, och gick sedan vidare till gruppen Mr Jones Machine. 

### Comeback
Under 2013 började Daily Planet arbeta i studio tillsammans igen. Det enda synliga samarbetet under 2013 var dock att Johan Baeckström gjorde en remix av låten Naken på EP:n med samma namn från Mr Jones Machine. Men så den 15 januari 2014 meddelade skivbolaget Progress Productions att de signat ett skivkontrakt med Daily Planet, och meddelade samtidigt att en singel var på gång och att ett album ska släppas hösten 2014.

## Diskografi

### Album

#### The Tide (ERCD068)
Släpptes 1996-09-05.
1. Shame (4:02)
2. Radioactive Love (3:59)
3. Imagination (4:27)
4. Heaven (3:57)
5. Stay (3:56)
6. Superman (3:48)
7. Paris And Rome (4:08)
8. Only For You (4:21)
9. Waiting (3:42)
10. Milky Way (3:59)
11. Here We Are (4:46)
12. Sail On (4:38)
13. Take Me Away (3:53)

### Singlar

#### Milky Way (ERCD062)
Släpptes 1995-08-09.
1. Milky Way (4:35)
2. Electric Car (4:33)

#### Radioactive Love (ERCD103)
Släpptes 1996-08-14.
1. Radioactive Love (4:00)
2. Goodbye (3:43)
3. Imagination (4:26)

#### Trust / Fragile (PROCD046)
Släpptes 2014-03-12.
1. Trust (4:49)
2. Fragile (4:04)

### Samlingsalbum

#### Kinetic Art Volume One (KRR002)
Släpptes 2000-06-01.
[...] 13. Daily Planet: Bright Summer Day (4:22) [...]

### Publicerade demolåtar

#### Hemsidan
1. Here She Comes [fade in/fade out] (1:26)
2. Mirror To The Unknown [fade out] (1:21)
3. Orbit (1:53)
4. Now You Know (1:18)

#### Mp3.com
1. See the Stars (3:42)
2. Orbit [fullversion] (4:28)
3. Now You Know [fullversion] (3:50)
4. Wither away (4:02)
5. Love tear us apart (3:57)
6. Mirror to the unknown (1:21)